# Louis Naurissart
Louis Naurissart est un homme politique français né le 31 janvier 1743 à Limoges (Haute-Vienne) et décédé le 25 octobre 1809 à Cénevières (Lot).
Directeur de la monnaie à Limoges, il est député du tiers état aux États généraux de 1789 et s'occupe des questions financières. Il démissionne le 19 mars 1791.

## Sources
- « Louis Naurissart », dans Adolphe Robert et Gaston Cougny, Dictionnaire des parlementaires français, Edgar Bourloton, 1889-1891 [détail de l’édition]